# Aldeia do Souto
Aldeia do Souto is een plaats (freguesia) in de Portugese gemeente Covilhã en telt 265 inwoners (2001).